# Innocence (Buffy the Vampire Slayer)
Innocence (Inocencia en España e Inocente en Hispanoamérica) es la segunda parte de un episodio doble de la serie estadounidense Buffy la Cazavampiros, siendo el primero Surprise (I). Fue el decimocuarto episodio de la segunda temporada.
Después de este capítulo la serie se movió en la parrilla televisiva del canal The WB del lunes al jueves a las 8:00 ET, lugar que ocuparían el resto de las temporadas hasta la quinta, donde cambió de cadena.
Kristine Sutherland y Joss Whedon afirman que es uno de sus episodios favoritos

## Argumento
Poco después de despetarse, Angel (David Boreanaz) comienza a sentirse víctima de un dolor insoportable. En el callejón, una mujer fumadora se detiene y le pregunta a Ángel si se encuentra bien. Él le muerde en el cuello, matándola. Acto seguido, él sarcásticamente exclama: "Ahora lo estoy".
Buffy (Sarah Michelle Gellar) despierta y ve que Ángel se ha ido. En la biblioteca todos están preocupados cuando Buffy llega.
Ángel llega a la fábrica y el Juez (Brian Thompson) detecta que ya no queda humanidad en él. Más tarde, Buffy encuentra a Ángel en su casa, pero éste se muestra desagradable y cruel con ella.
Unyos (Vincent Schiavelli), el tío de Jenny (Robia LaMorte) le dice que si Ángel tiene un momento de verdadera felicidad, perderá su alma y volverá a ser Angelus. Esto asusta a Jenny, que sabe que si sucede, muchas personas morirán.
Mientras Xander (Nicholas Brendon) y Willow (Alyson Hannigan) tratan de hacer las paces, Ángel aparece en el Instituto. Quiere que Willow se acerque a él pero Jenny aparece blandiendo una cruz. Angelus atrapa a Willow, tratando de morderla. Pero entonces Buffy entra, así que el vampiro suelta a Willow, besa a Buffy y se marcha.
Giles comenta que algo debe haber producido esa transformación y Buffy se marcha a su casa, desconsolada. Tiene un sueño: es de día y están en el cementerio enterrando a alguien. Jenny va vestida de luto. Ángel le dice que tiene que mirar.
Al día siguiente en el instituto, Buffy le exige a Jenny una explicación. Ella le cuenta que tiene que vigilar a Ángel para que pague por lo que hizo. Buffy quiere que restaure su alma de nuevo, pero Jenny no puede hacerlo. Todos los acontecimientos se agravan y además tienen que pensar en cómo destruir al Juez. Al parecer ningún arma puede matarlo, pero Xander propone algo que puede resultar.
Mientras, Buffy, Giles (Anthony Head) y Jenny descubren el cuerpo del tío de Jenny, que fue asesinado por Angelus.
Ahora que el Juez está listo necesita hacerse más fuerte. Junto a Angelus, Drusilla y otros vampiros, acuden al centro comercial, preparado para una matanza, pero le esperan Buffy y los demás. Buffy tiene una enorme bazuka que lo destruye y se enfrenta a Angelus. Aunque sabe que ya no es Ángel, aún no está preparada para matarlo. Desconsolada Buffy regresa a su hogar con su madre, quien la felicita por su cumpleaños.

## Reparto

### Personajes principales
- Sarah Michelle Gellar como Buffy Summers.
- Nicholas Brendon como Xander Harris.
- Alyson Hannigan como Willow Rosenberg.
- Charisma Carpenter como Cordelia Chase.
- David Boreanaz como Ángel/Angelus.
- Anthony Stewart Head como Rupert Giles.

### Apariciones especiales
- Seth Green como Oz.
- Kristine Sutherland como Joyce Summers.
- Robia LaMorte como Jenny Calendar.
- Brian Thompson como El juez.
- Ryan Francis como Soldado.

### Invitados especiales
- Vincent Schiavelli como Tío Enios.
- James Marsters como Spike.
- Juliet Landau como Drusilla.

### Personajes secundarios
- James Lurie como una Profesora.
- Carla Madden como la Mujer fumadora.
- Parry Shen como un Estudiante.

## Producción

### Guion
En el audiocomentario, cuando a Joss Whedon se le pregunta sobre la decisión de volver a Ángel malvado, dice que siente que era necesario para mantener la historia viva, ya que los espectadores podrían aburrirse rápidamente con una relación entre Buffy y Ángel. Aunque los fanes querían una relación romántica entre Ángel y Buffy,  Whedon comentó, «lo que la gente quiere no es siempre lo que necesita.»
En el audiocomentario del DVD, Whedon dice que la noche de después al encuentro sexual entre Buffy y Ángel iba a rodarse fuera de la casa de Buffy. Sin embargo, comenta que le faltaba intimidad así que decidió rodarla en la casa de Ángel.

### Música
- Christophe Beck - "What's That Do"
- Alice Faye and Robert Young - "Goodnight My Love" (de la película de 1936 Stowaway)

## Recepción
- Es el episodio con más audiencia, obteniendo un 5.2 puntaje en Nielsen y un 6.7 más tarde. En millones hizo un 8.2 de telespectadores.

## Continuidad

### Para la segunda temporada
- En este episodio es cuando Buffy y Ángel se enfrentan por primera vez.
- Willow se entera de la relación entre Cordelia y Xander.[3]
- El villano de la segunda temporada es Ángelus/Ángel.
- Los motivos para la estancia de Jenny Calendar en Sunnydale son revelados.

### Para todas u otras temporadas
- El lanzagranadas que Xander consigue aparecerá más tarde en el episodio Him.
- En este episodio se sabe que Xander tiene habilidades militares por haber llevado el disfraz de militar en el episodio Halloween.[3]